# Jarmo Jokila
Jarmo Jokila (ur. 13 lutego 1986 w Lemu) – fiński hokeista.
Jego brat Janne (ur. 1982) także został hokeistą.

## Kariera
- TPS U16 (2000-2002)
- TPS U18 (2002-2004)
- TPS U20 (2002-2005)
- TPS (2004-2005)
- TuTo (2004-2006)
  -  TuTo U20 (2005/2006)
  -  Suomi U20 (2005/2006)
- Omaha Lancers (2006-2007)
- Kiekko-Vantaa (2007-2008)
- TuTo (2008-2009)
- SaiPa (2009-2011)
  -  Jukurit (2009-2011)
- HC 05 Banská Bystrica (2011-2012)
- HK Nioman Grodno (2012, Puchar Białorusi 2012/2013)
- HK Nitra (2012-2013)
- LeKi (2013)
- Kiekko-Vantaa (2013)
- Stjernen (2014)
- Kiekko-Vantaa (2014)
- Hudiksvalls HC (2014-2015)
- SønderjyskE Ishockey (2015)
- Podhale Nowy Targ (2015-2017)
- MAC Budapeszt (2017)
- TuTo (2018)
- Hunters (2018-2019)
- HC Vantaa (2019-2020)
- KHT (2020-)

Wychowanek klubu TPS w mieście Turku. W karierze występował w rodzimych ligach fińskich Suomi-sarja, Mestis i Liiga. Ponadto grał w amerykańskiej lidze USHL, ekstralidze słowackiej, norweskiej GET-ligaen, szwedzkiej Division 1, superlidze duńskiej. Od sierpnia 2015 zawodnik Podhala Nowy Targ w rozgrywkach Polskiej Hokej Ligi. W połowie 2015 zawodnikiem tej drużyny został jego rodak Jussi Tapio, z którym razem występował także we wcześniejszych latach. Po sezonie 2015/2016 przedłużył umowę z Podhalem. Po sezonie PHL 2016/2017 odszedł z Podhala. Od sierpnia do początku listopada 2017 zawodnik MAC Budapeszt. W styczniu 2018 ponownie został graczem TuTo. We wrześniu 2018 przeszedł do Porvoo Hunters w rozgrywkach Suomi-sarja. W październiku 2019 przeszedł do HC Vantaa, a w sierpniu 2020 do KHT
Był reprezentantem kadr juniorskich Finlandii do lat 17 i do lat 18. Uczestniczył w turnieju mistrzostw świata juniorów do lat 18 w 2004 oraz w Memoriale Ivana Hlinki 2004.

## Sukcesy

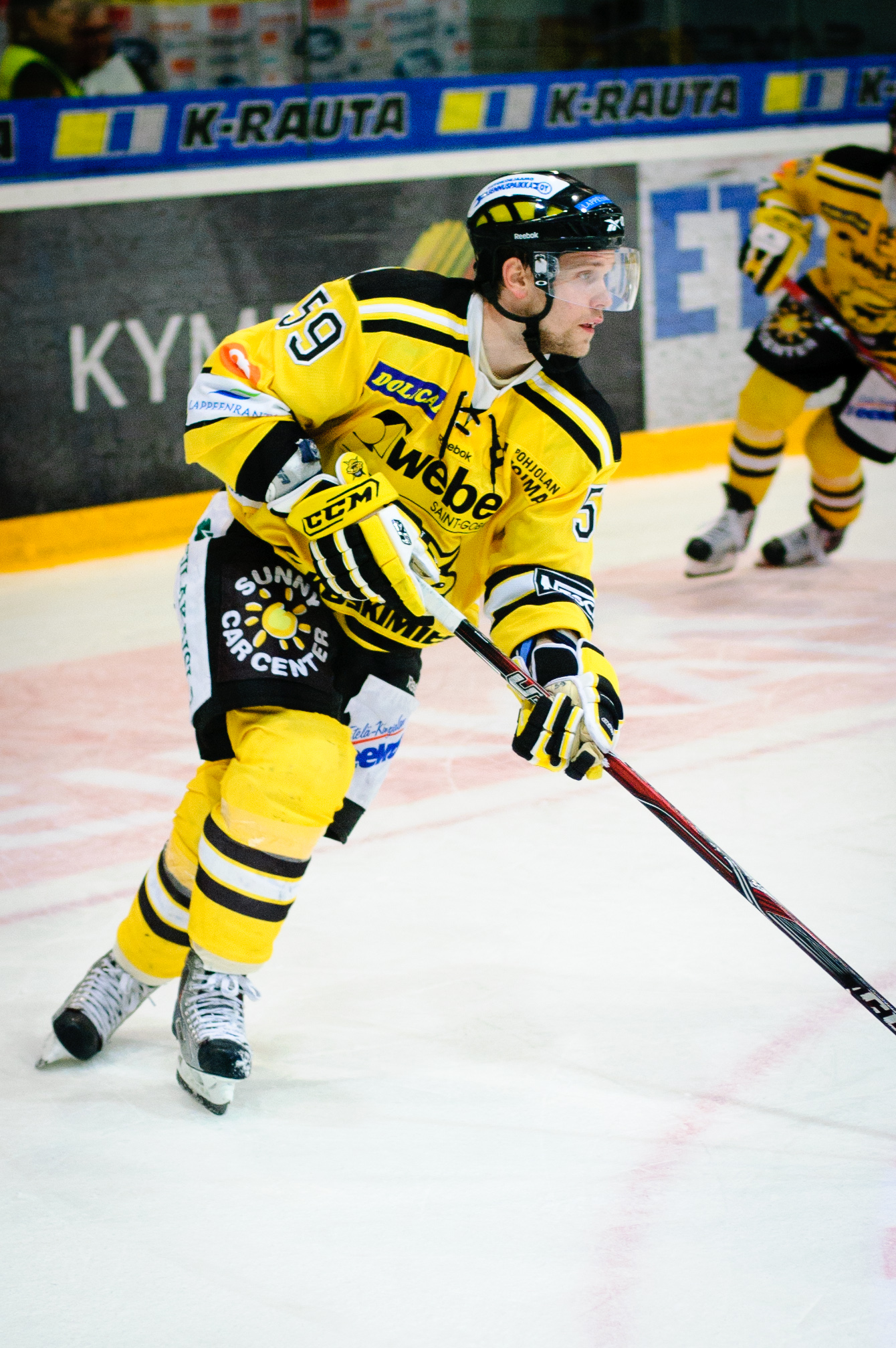
Jarmo Jokila w barwach SaiPa (2007)

Klubowe
- Złoty medal Jr. C SM-sarja: 2002 z TPS U16
- Złoty medal Jr. B SM-sarja: 2003, 2004 z TPS U18
- Srebrny medal Jr. A SM-sarja: 2005 z TPS U20
- Brązowy medal Mestis: 2005, 2006 z TuTo
- Czwarte miejsce w Mestis: 2009 z TuTo
- Brązowy medal mistrzostw Słowacji: 2013 z HK Nitra
- Złoty medal mistrzostw Danii: 2015 z SønderjyskE
- Finał Pucharu Polski: 2015 z Podhalem Nowy Targ
- Brązowy medal mistrzostw Polski: 2016 z Podhalem Nowy Targ

Indywidualne
- Jr. C SM-sarja do lat 16 2001/2002:
  - Najlepszy zawodnik ligi
- Mestis 2008/2009:
  - Trzecie miejsce w klasyfikacji strzelców w sezonie zasadniczym: 20 goli
  - Pierwsze miejsce w klasyfikacji asystentów w sezonie zasadniczym: 37 asyst
  - Pierwsze miejsce w klasyfikacji kanadyjskiej w sezonie zasadniczym: 57 punktów
  - Trzecie miejsce w klasyfikacji asystentów w fazie play-off: 7 asyst
  - Drugie miejsce w klasyfikacji kanadyjskiej w fazie play-off: 10 punktów
  - Pierwszy skład gwiazd
  - Najlepszy napastnik sezonu
  - Złoty krążek